# ۱۰۸۷ (قمری)
۱۰۸۷ (قمری)، هزار و هشتاد و هفتمین سال در گاهشماری هجری قمری است. اول محرم این سال برابر با شانزدهم مارس سال ۱۶۷۶ میلادی است.

## وابسته
- احمد نیریزی
- کتابت قرآن